# Time (canción de O.Torvald)
«Time» —[taɪm]; en español: «Tiempo»— es una canción compuesta e interpretada en inglés por la banda ucraniana O.Torvald. Se lanzó el 17 de febrero de 2017 mediante Best Music. Fue elegida para representar a Ucrania en el Festival de la Canción de Eurovisión de 2017 tras ganar la final nacional ucraniana el 25 de febrero de 2017.

## Festival de Eurovisión

### Festival de la Canción de Eurovisión 2017
Esta fue representación ucraniana en el Festival de Eurovisión 2017, interpretada por O.Torvald.
El país no tuvo que participar en ninguna semifinal, ya que, al haber sido el país ganador de la edición anterior, tenía el pase garantizado para la final.
El tema fue interpretado en 22º lugar durante la final el 13 de mayo, precedido por Alemania con Levina interpretando «Perfect Life» y sucedido por Bélgica con Blanche interpretando «City Lights». Al final de las votaciones, la canción había recibido 36 puntos (12 del jurado y 24 del televoto), y quedó en 24º lugar de 26.

## Formatos
| Descarga digital |        |          |  |
| N.º              | Título | Duración |  |
| 1.               | «Time» | 3:06     |  |

## Historial de lanzamiento
| Región  | Fecha                 | Formato          | Discográfica | Ref.  |
| ------- | --------------------- | ---------------- | ------------ | ----- |
| Mundial | 17 de febrero de 2017 | Descarga digital | Best Music   | [ 1 ] |